# چوکدائبونگ
چوکدائبونگ (به لاتین: Chokdaebong) یک کوه در کره جنوبی است. چوکدائبونگ ۱٬۱۲۵ متر بالاتر از سطح دریا واقع شده‌است.